# Karel Doorman-osztály
A Karel Doorman osztályba nyolc darab többcélú fregatt tartozik, amelyeket a Holland Királyi Haditengerészet számára építettek. Az osztály másik elnevezése, a többcélú angol megfelelőjéből („Multi-purpose”) M-osztály.

## Fegyverzet
Az osztályba tartozó fregattok fegyverzetüknek köszönhetően többféle cél ellen bevethetők, így használhatók tengeralattjáró-vadász, légvédelmi vagy éppen hajó elleni küzdelemben is. A fegyverzetüket is ennek megfelelően tervezték meg.
Az elsődleges fegyverzetet 2×4 RGM-84 Harpoon hajó elleni rakéta adja, a rakéták hatótávolsága 120 km. Emellett a hajók fegyverzetébe tartozik egy 76 mm-es Oto Melara ágyú, amely egyaránt használható vízfelszíni és légi célok leküzdésére.
A hajók légvédelmét elsősorban a Sea Sparrow függőleges indítású rakéták adják, amelyek félaktív radarirányítással közelítik meg a légi célpontokat, hatótávolságuk 14 km. A hajókon 16 db Sea Sparrow található.
A Goalkeeper hajóvédelmi rendszer a hajók rövid hatótávolságú légvédelmét biztosítja. A fegyver 30 mm-es lövedékeket tüzel, tűzgyorsasága eléri a 4000 lövés/perc, hatótávolsága 200 métertől 3 km-ig terjed.
A tengeralattjárók elleni harchoz a hajókat Westland Lynx helikopterekkel szerelték fel, amelyek 2 db Mark-46 torpedót szállítanak, valamint szonárral és infravörös keresővel (forward looking infrared, FLIR) vannak felszerelve. Emellett minden hajón két torpedóvető cső található, amelyek szintén Mk. 46 torpedókat tüzelnek.

## Az osztály hajói

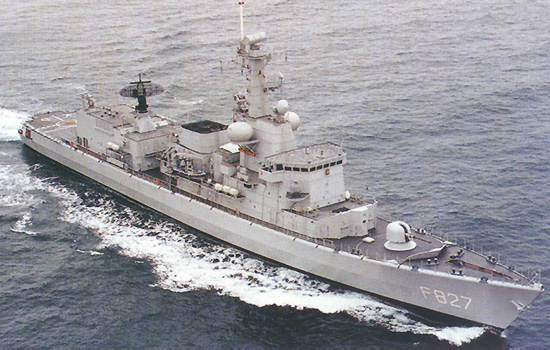
Hr. Ms. Karel Doorman

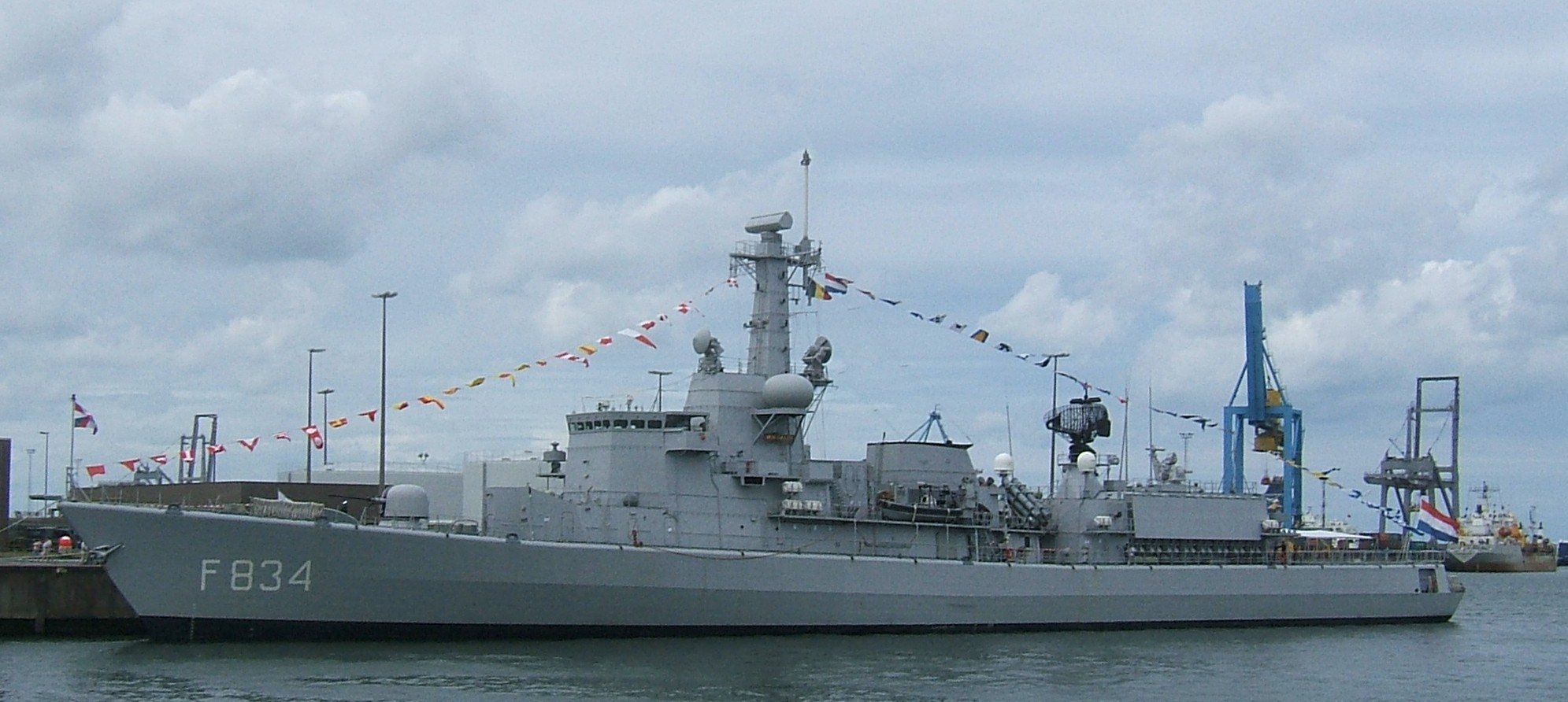
A Van Galen (F834) Zeebrugge-ben

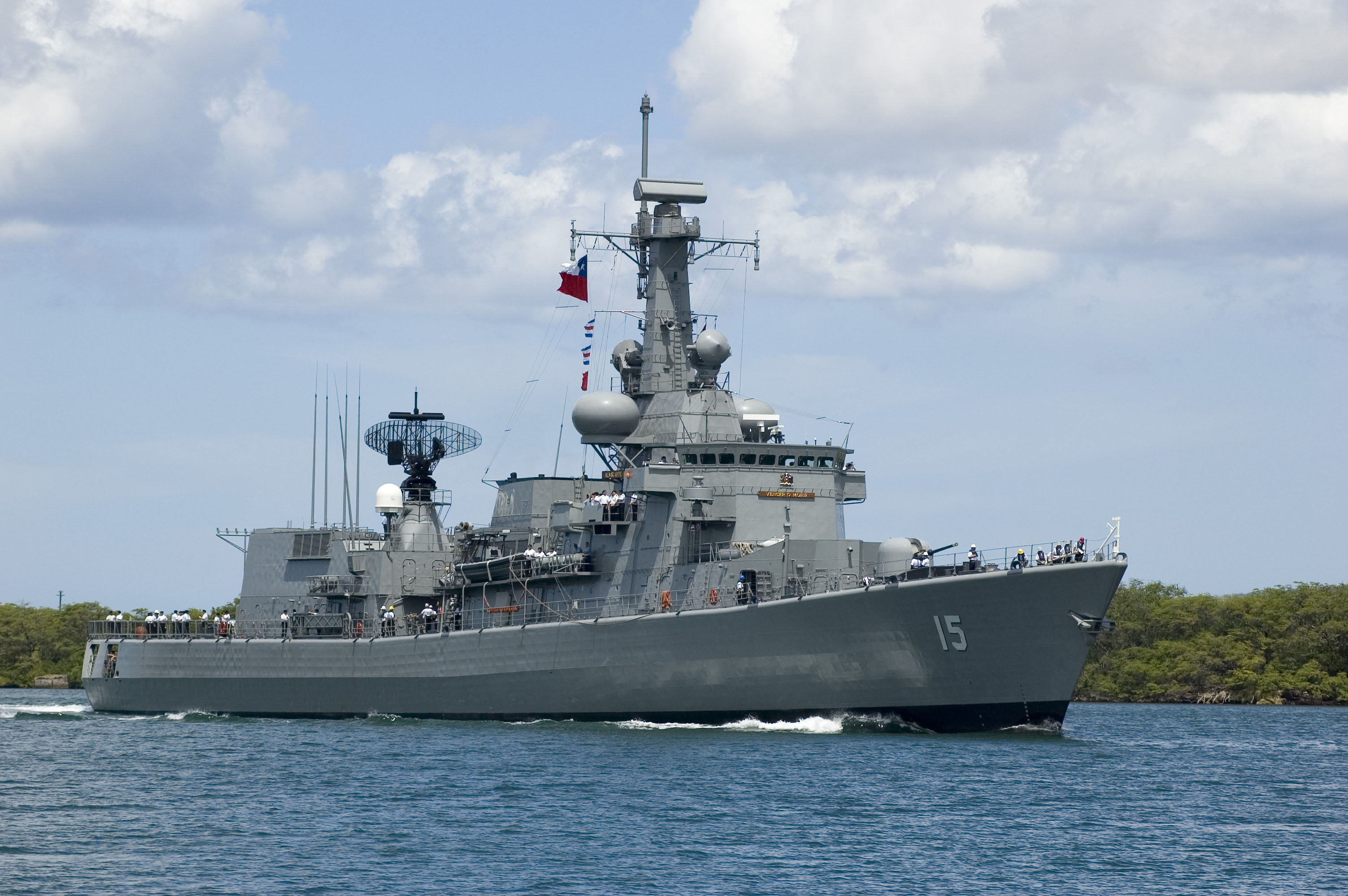
A chilei Almirante Blanco Encalada (FF-15) fregatt 2006-ban Pearl Harbor kikötőjében

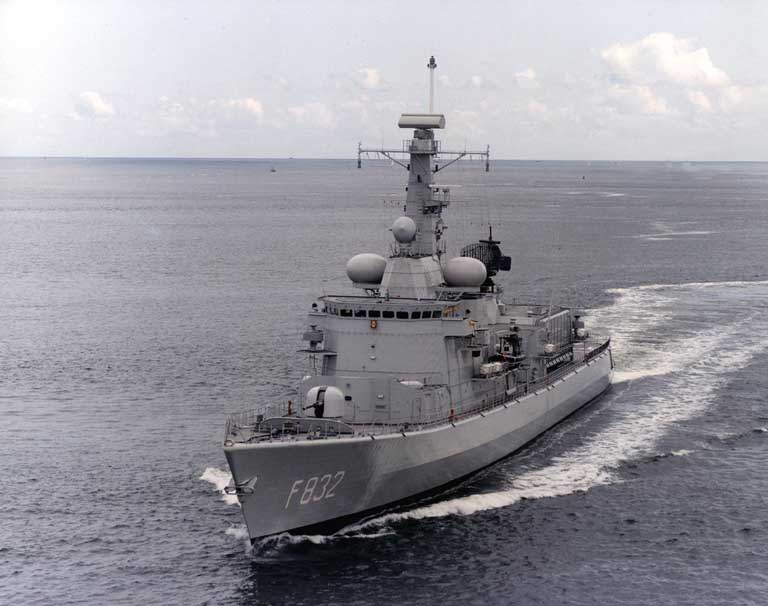
Hr. Ms. Abraham Van Der Hulst 1993-ban

Minden hajót a Koninklijke Maatschappij De Schelde hajógyár épített.
| Hajó                  | Sorszáma | Szolgálatba állásának éve | Jelenlegi helyzete                                                                                         |
| --------------------- | -------- | ------------------------- | --- |
| Karel Doorman         | F827     | 1991                      | 2005-ben eladták Belgiumnak, jelenleg F930 Leopold I néven a Belga Haditengerészetben szolgál              |
| Willem van der Zaan   | F829     | 1991                      | 2005-ben eladták Belgiumnak, jelenleg F931 Louise-Marie néven a Belga Haditengerészetben szolgál           |
| Tjerk Hiddes          | F830     | 1991                      | 2004-ben Chilének eladták, ahol Almirante Riveros néven állították szolgálatba                             |
| Van Amstel            | F831     | 1993                      | Szolgálatban                                                                                               |
| Abraham van der Hulst | F832     | 1993                      | 2004-ben Chilének eladták, ahol Blanco Encalada néven állították szolgálatba                               |
| Van Nes               | F833     | 1994                      | 2006-ban Portugáliának eladták, ahol Bartolomeu Dias néven állították szolgálatba                          |
| Van Galen             | F834     | 1994                      | 2006-ban Portugáliának eladták, ahol D. Francisco de Almeida néven várhatóan 2009-ben állítják szolgálatba |
| Van Speijk            | F828     | 1995                      | Szolgálatban a Holland Királyi Haditengerészetnél                                                          |

## Hajók értékesítése Belgium, Chile és Portugália részére
2004-ben a Tjerk Hiddes és a Abraham van der Hulst hajókat eladták Chilének, ahol azokat Almirante Riveros (FF18) és  Blanco Encalada (FF15) néven állították szolgálatba. Az Blanco Encalada 2005. december 16-án állt szolgálatba, az Almirante Riveros 2007 áprilisában.
2005. július 20-án a belga kormány úgy döntött, hogy az osztály megmaradt hat hajója közül kettőt megvásárol, hogy a Belga Haditengerészetnél szolgálatban álló két Wielingen-osztályú fregattot (Wielingen és Westdiep) lecserélje. A két leváltott fregattot Bulgáriának értékesítették. 2005. december 21-én kötötték meg a szerződést a Karel Doorman és a Willem van der Zaan értékesítéséről, amelyeket Belgium Leopold I (F930) és Louise-Marie (F931) néven állított szolgálatban 2007-2008 folyamán.
2006 májusában a portugál honvédelmi miniszter, Luís Amado is érdeklődést mutatott két Karel Doorman-osztályú fregatt megvásárlására, amelyekkel a Portugál Haditengerészet által akkor üzemeltetett João Belo-osztályú fregattokat kívánták felváltani. A holland hajók mellett az Egyesült Államok által felajánlott két  Oliver Hazard Perry-osztályú fregatt ellenében döntöttek. A két hajó átvétele 2006 májusában kezdődött meg. A végleges szerződést 2006. november 1-jén írta alá Nuno Severiano Teixeira portugál honvédelmi miniszter a Van Nes és a Van Galen megvásárlásáról. A Van Nes Bartolomeu Dias néven fog szolgálatba állni előreláthatólag 2008. december 1-jén, míg a Van Galen várhatóan Francisco de Almeida néven 2009. november 1-jén áll majd szolgálatba.

## Külső hivatkozások
- Karel Doorman osztály - angolul
- Schelde Shipbuilding: Multipurpose Frigates
- A holland haditengerészet Karel Doorman-osztályú fregattjai